# Louis Clappier
Louis Clappier (* um 1921; † 1956 in Paris) war ein französischer Publizist und Schriftsteller.

## Leben
Clappier war Herausgeber der Zeitschrift Allemagne d’aujourd’hui und ist unter anderem als Übersetzer von Wolfgang Koeppen und als Teilnehmer der Gruppe 47 bekannt.

## Werke
- Festung Königsberg. Übersetzt von Werner von Grünau. Kiepenheuer & Witsch, Köln / Berlin 1952 (Originaltitel: Place-forte Koenigsberg)

Übersetzungen
- Wolfgang Koeppen: Pigeons sur l’herbe. (Übers. von Tauben im Gras.) Paris: Laffont, 1953.